# Страна радости
«Страна радости» (англ. Joyland) — роман американского писателя Стивена Кинга в жанре драмы с элементами мистики и триллера. Был опубликован в 2013 году издательством «Hard Case Crime» — первое издание в США было выпущено только в мягком переплёте (обложку создали Роберт Макгиннис и Глен Орбик), ограниченное издание в твёрдом переплёте вышло через неделю.
Роман был номинирован на Премию Эдгара Аллана По в номинации «Лучшая оригинальная мягкая обложка».
В России роман был выпущен издательством «АСТ» в январе 2014 года сразу в твёрдом переплёте, но издательство решило отказаться от оригинальной обложки и создало собственную.

## Сюжет
История повествуется от лица 61-летнего Девина Джонса; в своих мемуарах он рассказывает о событиях 40-летней давности, когда в 1973 году он был 21-летним студентом Университета Нью-Гэмпшира.
Летом 1973 года Девин устраивается на работу (на период летних каникул) в парк развлечений «Страна радости» в городке Хэвенс-Бэй (Северная Каролина). Местная гадалка Мадам Фортуна (она же Розалинда Голд, работница «Страны радости») сообщает Девину, что этим летом он встретит двух детей — девочку в красной шапочке и мальчика с собакой. Девин снимает квартиру в пансионе Эммелины Шоплоу — женщины, которая много знает об истории и работниках «Страны радости». Уэнди Киган (подруга Девина) обещает наконец переспать с ним до конца семестра, но в самый последний момент бросает его и уезжает из города.
В первый рабочий день Девина направляют в команду «Бигль» (одну из «собачьих» команд в «Стране радости»), где он заводит дружбу с Томасом (Томом) Кеннеди и Эрин Кук; при этом Девин работает в основном с Лейном Харди, управляющим аттракционом «Исполинское колесо». Любые попытки Девина связаться с Уэнди терпят крах и в конце концов он получает от неё письмо, в котором Уэнди пишет ему, что встретила другого парня; после этого Девин перестаёт спать, почти не ест, слушает песни «The Doors», размышляет о самоубийстве и так тщательно погружается в работу, что Лейну и Розалинде приходится указывать ему на его ухудшающееся здоровье. После этого Девин приходит в себя и постепенно осознаёт, что у него есть талант изображать талисмана «Страны радости» («Хоуи — Счастливого пса», внешне похожего на Скуби-Ду) и что ему нравится делать детей счастливыми. Во время очередного исполнения роли Хоуи он спасает Холли Стэнсфилд (девочку в красной шапочке), подавившуюся хот-догом, и это приносит Девину доверие и восхищение Брэдли Истербрука (93-летнего владельца и основателя «Страны радости»), а также признание местных жителей.
От Эммелины Шоплоу Девин узнаёт, что летом 1969 года в «Стране радости» произошло убийство — молодая девушка Линда Грей была убита в «Доме ужасов» (единственном тёмном аттракционе парка), и её призрак все ещё находится там; установить личность убийцы Линды так и не удалось, хотя он несколько раз попал на фотографии, сделанные работницами «Страны радости». Девин рассказывает эту историю Тому и Эрин, и они решают посетить «Дом ужасов»; в итоге Том видит призрак Линды и отказывается говорить об этом, но Девин (не увидевший призрак Линды) начинает интересоваться этим делом.
В конце августа Девин решает взять отпуск в университете на год и остаться в парке «Страна радости» на подготовку его закрытия на зиму. Эрин начинает расследование убийства Линды Грей, совмещая его с учёбой, и вместе с Томом приезжает в Хэвенс-Бэй, где предоставляет Девину свои находки — она показывает ему ксерокопии фотографий и газетных статей, согласно которым с 1961 года в Северной Каролине (с интервалами в 2 года) произошли ещё 4 нераскрытых убийства, по почерку похожие на убийство Линды Грей.
Девин постепенно сближается с 31-летней Энни Росс и её 10-летним сыном Майклом (Майком), живущими на побережье недалеко от парка. Изначально отношение Энни к Девину было натянутым, но после того, как он помогает Майку, страдающему мышечной дистрофией и передвигающемуся на инвалидном кресле, запустить воздушного змея, она меняет своё отношение к Девину и постепенно симпатизирует ему. При этом сам Майк знает о призраке Линды, а наличие у него собаки по кличке «Майло» делает его тем самым вторым ребёнком из предсказания Мадам Фортуны.
Девин организовывает для Майка и Энни частную поездку в «Страну радости», которую Лейн Харди и Фредерик (Фред) Дин (управляющий парком) делают незабываемой. Присутствие Майка возле «Дома ужасов» помогает ему освободить призрак Линды Грей. Той же ночью Девин теряет девственность с Энни.
Девин возвращается в пансион Эммелины Шоплоу, который готовится к приближающемуся урагану «Гильда», где он в очередной раз просматривает две фотографии Линды и её бойфренда-убийцы и осознаёт, что убийцей является Лейн Харди. Лейн догадывается об этом и угрожает Девину убить Энни и Майка, если он не встретится с ним в «Стране радости». Лейн и Девин садятся в кабинку запущенного (несмотря на сильный ливень) «Исполинского колеса» и во время поездки Лейн признаётся ему в убийстве Линды Грей и в четырёх ранее совершённых убийствах; затем он решает убить Девина, но внезапно появляется Энни и убивает Лейна из винтовки. Уже от Энни Девин узнает, что Майка разбудил другой призрак (Эдвина (Эдди) Паркса, ранее спасённого Девином работника «Страны радости», который впоследствии умер от второго инфаркта), который предупредил его о Лейне.
В финале романа Энни и Майк едут в Чикаго, чтобы наладить отношения с Бадди Россом (отцом Энни), а Девин возвращается в Университет Нью-Гэмпшира. В апреле 1974 года Майк умирает и Энни и Девин развеивают его прах (согласно просьбе Майка) над побережьем Атлантического океана недалеко от «Страны радости». Также Дэвин упоминает, что парк развлечений «Страна радости» закрылся в 1976 году (его владелец Брэдли Истербрук умер в январе 1974 года от инфаркта), Том Кеннеди умер в 1992 году от опухоли мозга, а Эрин Кук живёт в Нью-Йорке и до сих пор поддерживает дружеские отношения с Дэвином.

## Создание
Роман впервые был мимоходом упомянут в интервью Стивена Кинга, проведенном Нилом Гейманом для «The Sunday Times» и опубликованном 8 апреля 2012 года. 30 мая 2012 года роман был официально анонсирован.
Роман в мягком переплёте был выпущен 4 июня 2013 года издательством «Hard Case Crime».
В прямом эфире радиостанции «NPR» от 28 мая 2013 года Стивен Кинг рассказал, что роман вырос из одного образа, увиденного им 20 лет назад — парнишка сидит в инвалидном кресле на пустынном пляже и держит за нитку парящий в небе воздушный змей с изображением Иисуса Христа. Кинг также отметил, что одним из основных источников вдохновения для создания романа был парк развлечений в Салеме (Нью-Гэмпшир).

## Отсылки к другим произведениями Кинга
- Главный герой романа «Возрождение» Чарльз Джейкобс упоминает, что он работал в парке развлечений «Страна радости» на побережье Северной Каролины.